# Jay Huff

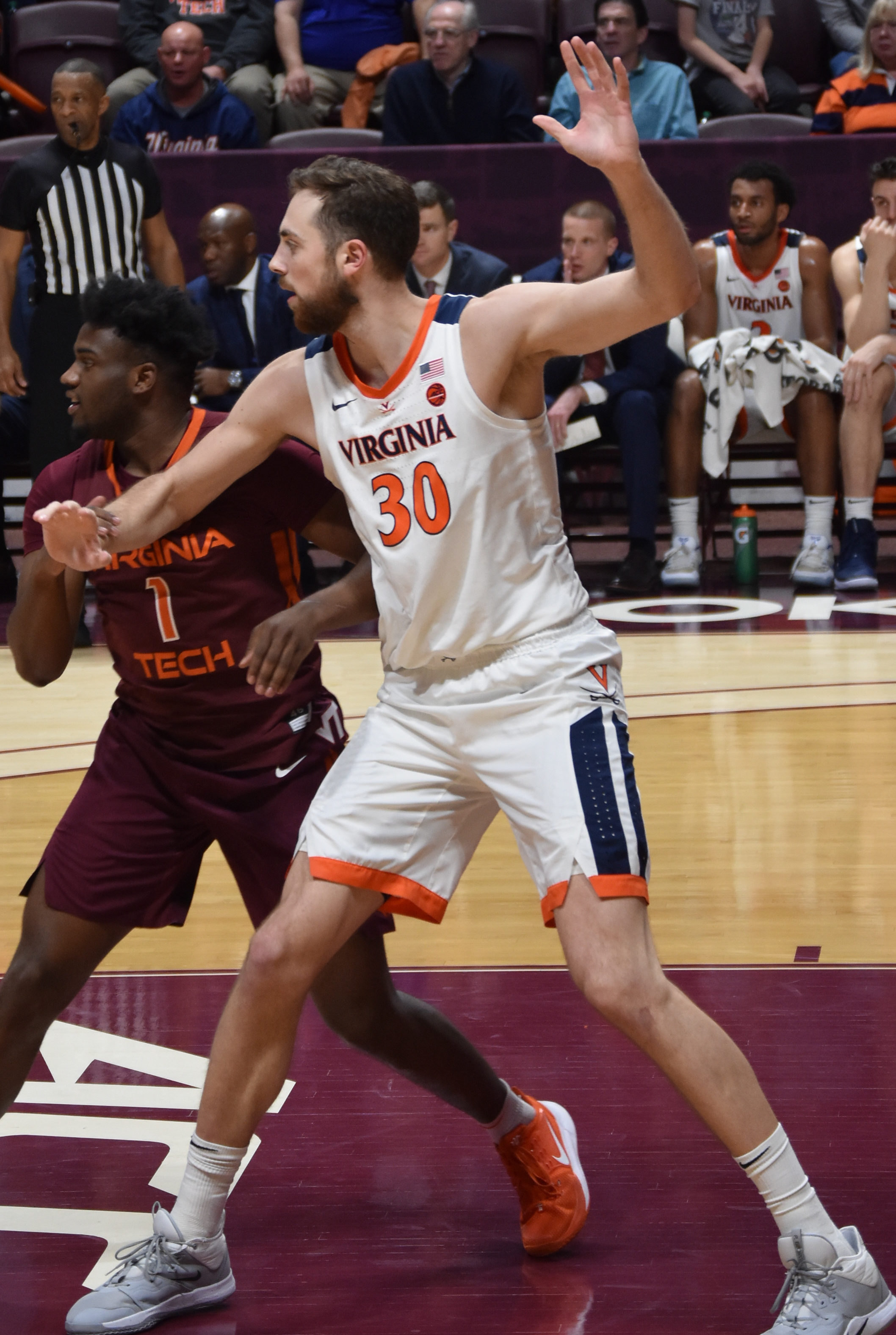
Jay Huff, 2020.

James Matthew "Jay" Huff, född 25 augusti 1997 i Durham i North Carolina, är en amerikansk professionell basketspelare (C) som spelar för Indiana Pacers i National Basketball Association (NBA). Han har tidigare spelat bland annat för Los Angeles Lakers, Washington Wizards, Denver Nuggets och Memphis Grizzlies.
Huff blev aldrig NBA-draftad.
Innan han blev proffs studerade Huff vid University of Virginia och spelade för deras idrottsförening Virginia Cavaliers.